# أبراهام بلسنر
ابراهام بلسنر (بالروسية: Плеснер, Абрам Иезекиилович)‏ (و. 1900 – 1961 م) هو رياضياتي من الإمبراطورية الروسية، والاتحاد السوفيتي، ولد في وودج، توفي في موسكو، عن عمر يناهز 61 عاماً.

## التعليم
تعلم في جامعة غوتينغن
.